# Pitztal

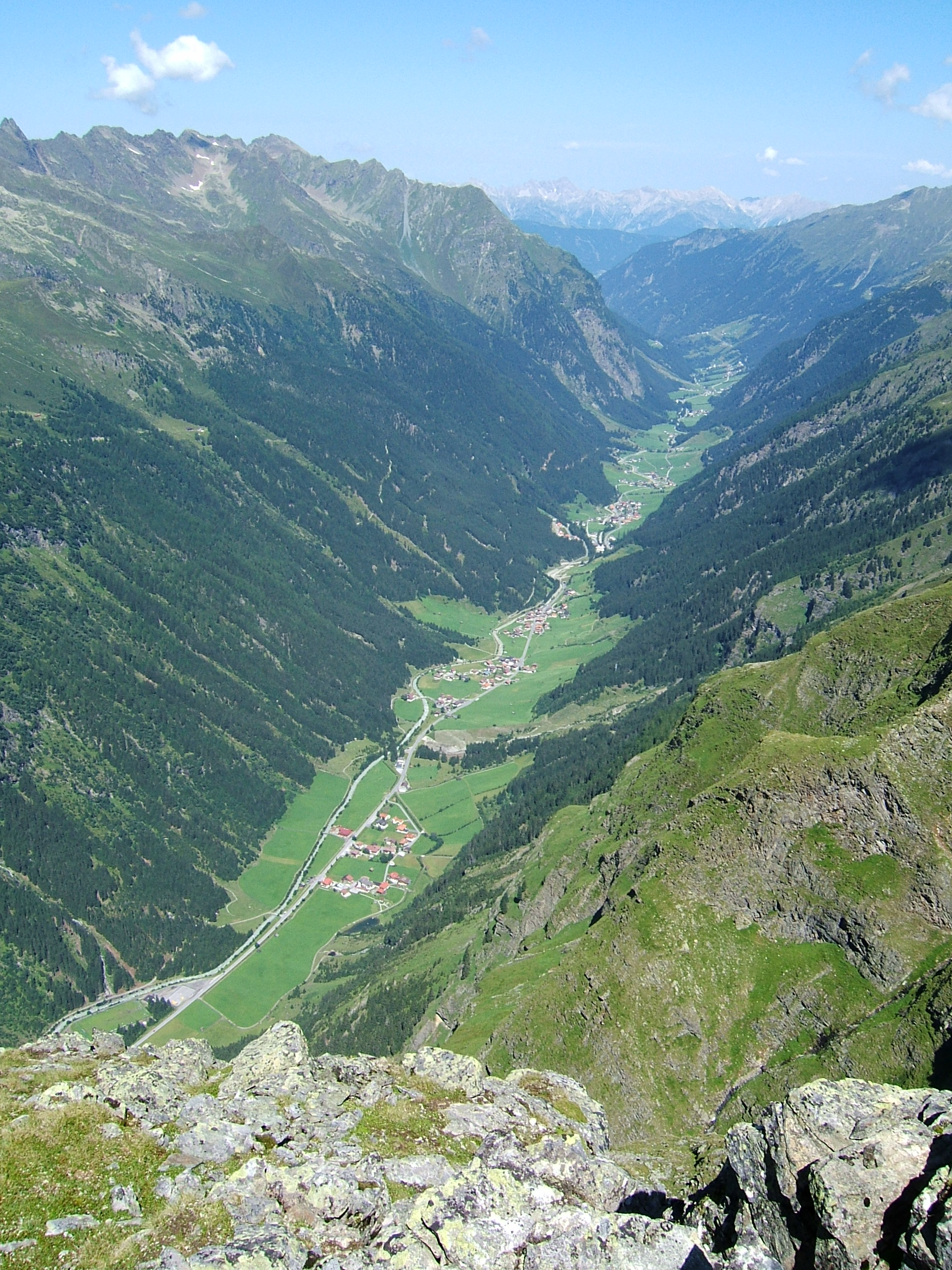
Widok na dolinę Pitztal ze szczytu Grabkogel

Pitztal – dolina w Alpach Ötztalskich w austriackim kraju związkowym Tyrol. Główne ośrodki to: Arzl im Pitztal, Wenns, Jerzens i St. Leonhard im Pitztal. Doliną tą płynie rzeka Pitze.
Dolina ta ciągnie się przez 40 km na południe od doliny Innu. U początków doliny znajduje się lodowiec Pitztaler Gletscher.